# Cape-R-Klasse
Die Cape-R-Klasse der United States Maritime Administration (MARAD) besteht aus drei RoRo-Schiffen. Bei ihrer Ablieferung 1977 waren es die größten Schiffe ihrer Art.

## Geschichte

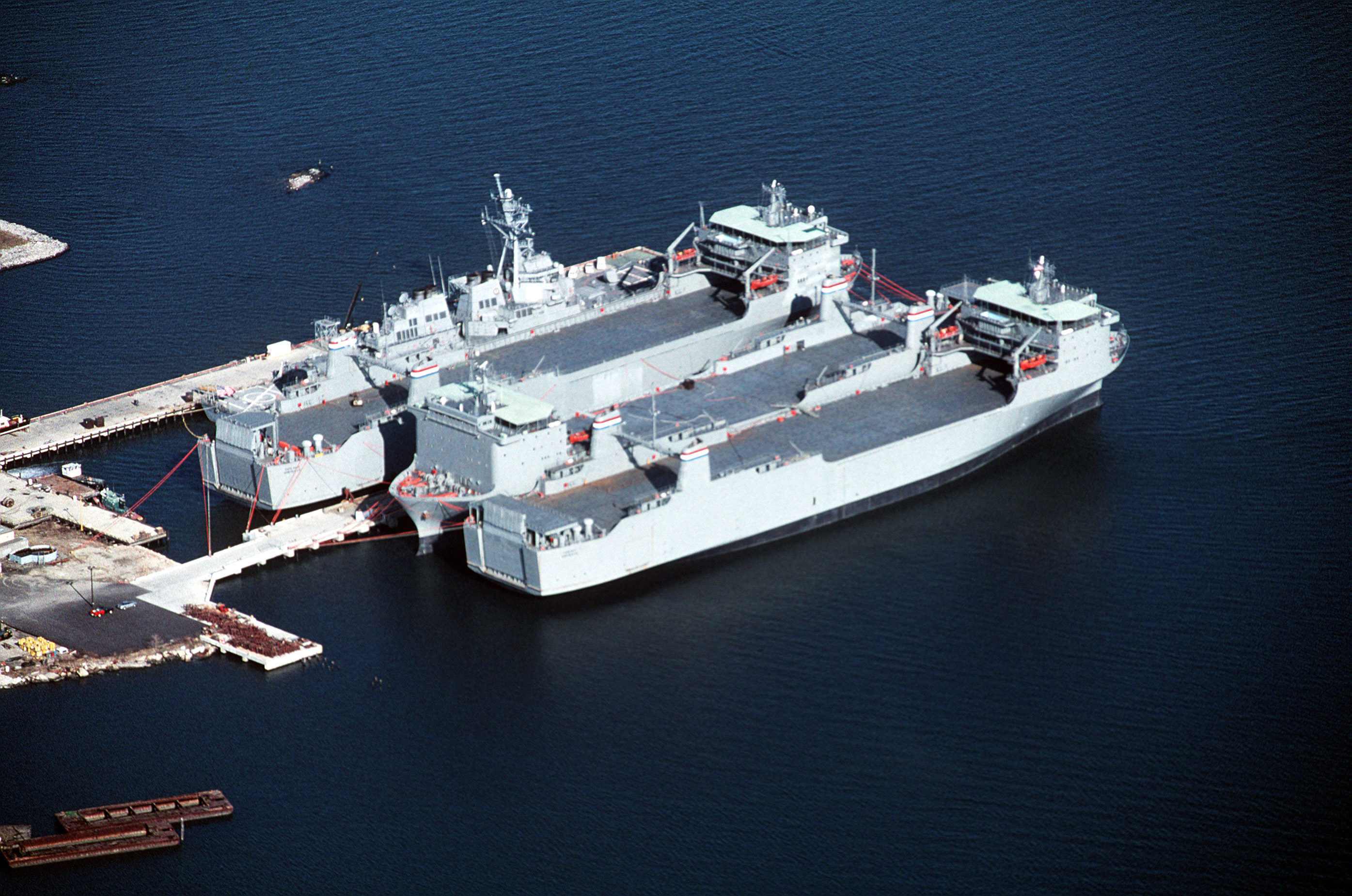
Die Cape Ray, die Cape Race und die Cape Rise

Die drei Schwesterschiffe wurden 1977 von der Werft Kawasaki Heavy Industries, Japan, für die Londoner Reederei Seaspeed Ferries zur Bereederung durch Morland Navigation gebaut. Zunächst wurde das Schiffstrio für einen Liniendienst zwischen Nordamerika und Häfen des Nahen Ostens eingesetzt. Im Jahr 1981 wurden die Schiffe an die National Shipping Company of Saudi Arabia veräußert und umbenannt. Im Jahr 1993 erwarb die MARAD die Schiffe. Nach einem Umbau bei der Bethlehem-Steel-Werft Sparrows Point in Baltimore kamen die Einheiten 1994 für die Verwendung im Military Sea Transport Service, dem militärischen Seetransport der U.S. Navy, in Fahrt.
Die Cape Ray (T-AKR-9679) wurde 2014 für die Beseitigung von chemischen Waffen aus Syrien genutzt.

## Technische Einzelheiten
Der Antrieb der Schiffe besteht aus zwei bei Kawasaki in Lizenz gebauten MAN Viertakt-Dieselmotoren des Typs 14V 52/55 mit jeweils 10.444 kW Leistung. Beiden Motoren ist ein Wellengenerator mit je 1400 kW Leistung angehängt. Zusätzlich verfügen die Schiffe über zwei Hilfsdiesel mit jeweils 1900 kW Leistung.

## Die Schiffe (Auswahl)
| Bauname                      | Baunummer | IMO-Nummer | Ablieferung   | Auftraggeber            | Spätere Namen und Verbleib                     |
| ---------------------------- | --------- | ---------- | ------------- | ----------------------- | ---------------------------------------------- |
| Seaspeed Arabia              | 1257      | 7530808    | Februar 1977  | RoRo Charterers, Piräus | 1981 Saudi Riyadh, 1993 Cape Rise (T-AKR 9678) |
| Seaspeed Asia                | 1258      | 7530810    | 1. April 1977 | —                       | 1981 Saudi Makkah, 1993 Cape Ray (T-AKR 9679)  |
| Seaspeed America             | 1259      | 7616377    | Juli 1977     | RoRo Charterers, Piräus | 1987 G&C Admiral, 1993 Cape Race (T-AKR 9960)  |
| Daten: Equasis, grosstonnage |           |            |               |                         |                                                |